# Buồn nôn và nôn sau phẫu thuật
Buồn nôn và nôn sau phẫu thuật (PONV) là hiện tượng buồn nôn, nôn hoặc nôn do bệnh nhân gặp phải trong Khu Chăm sóc hậu Gây mê (PACU) hoặc 24 giờ sau khi phẫu thuật. Đó là một biến chứng khó chịu ảnh hưởng đến khoảng 10% số người được gây mê toàn thân mỗi năm.

## Nguyên nhân
Thuốc gây nôn thường được sử dụng trong gây mê bao gồm oxit nitơ, physostigmine và opioids. Các propofol gây mê tĩnh mạch hiện đang là thuốc gây mê chung ít gây ra ảnh hưởng buồn nôn nhất. Những loại thuốc này được cho là kích thích vùng kích hoạt chemoreceptor (CTZ). Khu vực này nằm trên sàn của tâm thất thứ tư và nằm ngoài hàng rào máu não. Điều này làm cho nó cực kỳ nhạy cảm với kích thích độc tố và dược lý. Có nhiều chất dẫn truyền thần kinh như histamine, dopamine, serotonin, acetylcholine và neurokinin-1 được phát hiện gần đây (chất P).

### Các yếu tố rủi ro
Một nghiên cứu năm 2008 đã so sánh 121 bệnh nhân Nhật Bản bị PONV sau khi được dùng propofol gây mê nói chung với 790 người không bị buồn nôn sau phẫu thuật sau khi nhận được thuốc. Những người có G ở cả hai bản sao của rs1800497 có khả năng gặp PONV cao gấp 1,6 lần trong vòng sáu giờ phẫu thuật so với những người có kiểu gen AG hoặc AA. Nhưng họ không có nhiều khả năng trải nghiệm PONV hơn sáu giờ sau phẫu thuật.
Buồn nôn và nôn sau phẫu thuật do yếu tố bệnh nhân, yếu tố phẫu thuật & gây mê.
Các yếu tố phẫu thuật làm tăng nguy cơ mắc PONV bao gồm các thủ tục tăng chiều dài, phụ khoa, thủ thuật bụng và nội soi, thủ thuật tai mũi họng, thủ thuật strabismus ở trẻ em.